# 聖心

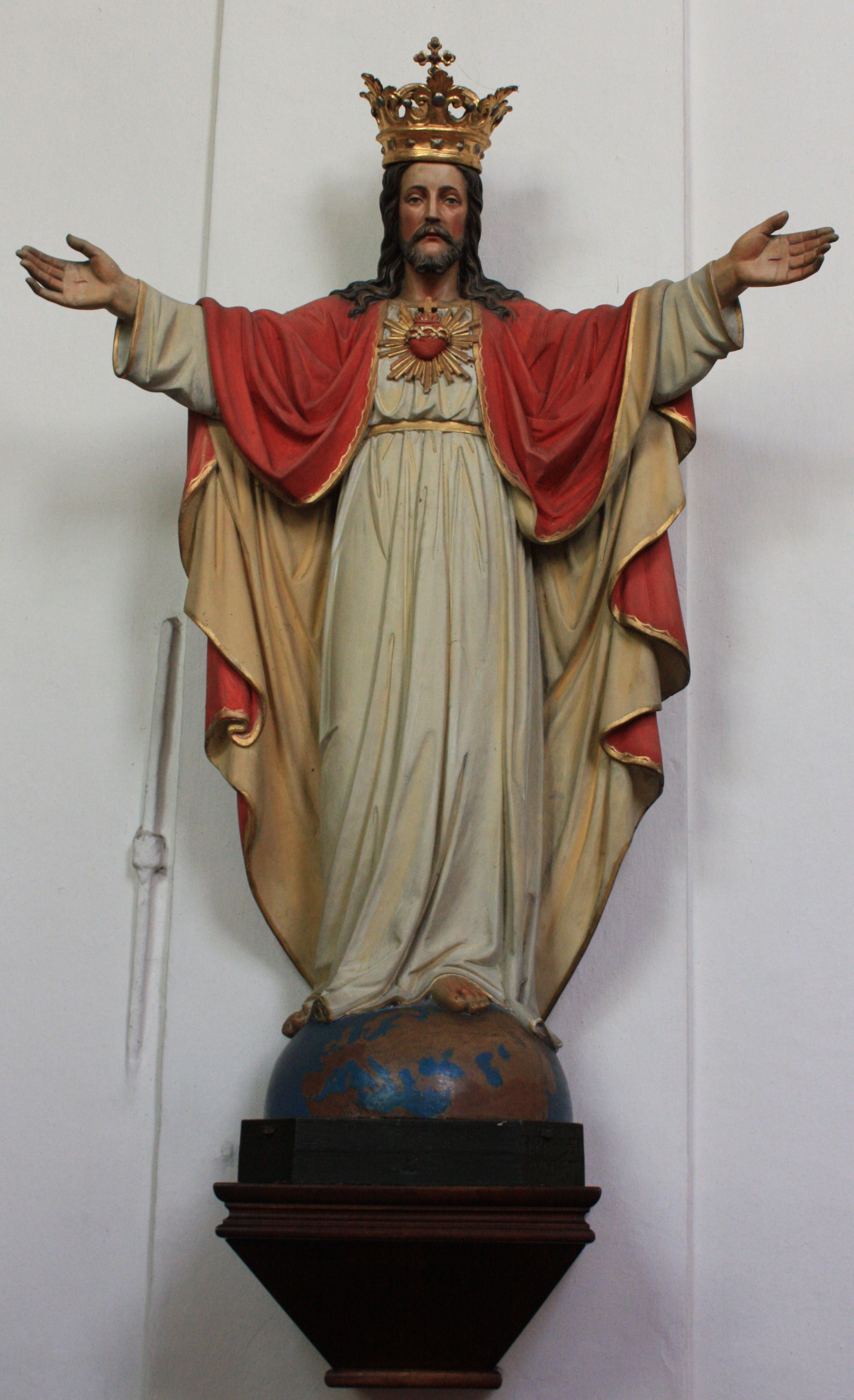
「イエス・キリストとその聖心」（オーストリア・ケルンテン州・ザンクト・ファイト・アン・デア・グランの教区教会）

聖心（せいしん・みこころ, 英: Sacred Heart）とはイエス・キリストの人類に対する愛の象徴である心臓、またそれに対する崇敬を示すことばである。
キリスト教の中でも特にカトリック教会で盛んな崇敬であるが、聖公会や、一部のルーテル教会でも行われている。東方典礼カトリック教会でも聖心崇敬が見られることがあるが、反対のあるところでもあり、「典礼のラテン化」の例とみなされている。正教会と、ルーテル教会を除く大多数のプロテスタント諸派にはこのような崇敬はみられない。
聖心は、イエズスの聖心会などの修道会やそれらに関係する団体の名として用いられている。フランス語では「サクレ・クール」であり、サクレ・クール寺院にその名を見る。
現代の聖心崇敬は、フランスのカトリック修道女マルガリタ・マリア・アラコクの神秘体験によるが、中世のキリスト教神秘主義の中にいくつかの萌芽を見出すこともできる。
カトリック教会では、聖心はイエス・キリストへの償い(贖罪)と密接に関連している。教皇ピウス11世はその回勅『ミゼレンティシムス・レデントール』（Miserentissimus Redemptor, 1928年）において「聖なるイエスの心臓へ対する崇敬においては償いと贖いの精神こそが常に第一の、そして最重要の地位を占めている」と述べている。カトリック教会の典礼暦では1856年より聖心の祝日が設けられており、ペンテコステの19日後である。
聖心はしばしば宗教絵画の中に後光で輝く燃える心臓として描かれ、槍に突かれた傷や、周りを囲むいばらの冠、十字架、出血などがともに描かれる。時には、イエスの体の上にあってイエスがその心臓を指し示す図柄も用いられる。傷といばらの冠は受難を示し、炎は愛の変容させる力を表象する。

## 聖心崇敬の歴史

### 初期
福音記者ヨハネおよびパウロの時代より、教会では一種の神の愛への信仰が存在していたが、最初の千年間にはキリストの心臓に対する崇敬の形跡は一切認められない。11・12世紀になると、聖心への崇敬の形跡が見られる。これはベネディクト会やシトー会の僧院における熱狂的な雰囲気、アンセルムスやクリュニーのベルナルドゥスの思想の世界のなかで生まれた崇敬であったが、最古の記述や信仰の最初の提唱者を決定することはきわめて難しい。少なくとも大聖ゲルトルードや聖メヒティルト、また『ヴィティス・ミスティカ』の著者（以前はクリュニーのベルナルドゥスの手になるとされていたが、現在ではボナヴェントゥラに帰されている）にとっては周知のことであった。
13世紀から16世紀にかけて聖心崇敬は普及したが、崇敬の形態自体に大きな変更はなかったようである。各地で個人、またさまざまな会衆（フランシスコ会、ドミニコ会、カルトゥジオ会など）によって崇敬が実践されていたが、あくまで神秘主義的な私的崇敬であり、広範にわたる運動などは行われていない。ただし、フランシスコ会の聖痕崇敬におけるキリストの心臓への傷の強調には相互の共通点を見出すことができる。
16世紀に入ると、聖心崇敬はキリスト教神秘主義から禁欲主義へ流入し、固定した特定の行為を伴う祈祷として確立していった。この祈祷についてはケルンのカルトゥジオ会士ランスペルギウス（1539年没）、ブロワのルイ（1566年）、ベネディクト会士でエノーのリシー修道院長であったアビラの聖ヨハネ（1569年没）、およびフランシスコ・サレジオ（17世紀）によって書き記されている。
当時の記録からは聖心崇敬が次第に重要性を帯びていったことが窺える。苦行者たち、特にイエズス会士たちの言行には聖心信仰についてみえる。また聖心の表象も行われている。フランシスコ会の聖痕信仰の中に多く見えるほか、イエズス会では書物の題扉や教会の壁に聖心の画像を掲げることが習慣となった。しかしながら、聖心信仰は依然として私的なものであった。
これを公のものとし、特別の祈祷を行い、祝日を設定したのはジャン・ユード（1602年-1680年）である。ユードは聖母マリアの汚れなきみ心崇敬の熱心な信奉者であり、当初、キリストの聖心崇敬はその一部であったが、次第にこれが独立し、1670年8月31日には初めて「聖心の祝日」がレンヌの大神学校で祝われた。続いて10月20日にクータンスにて祝われ、以降、この日はユード会の聖心の祝日となっている。聖心の祝日はすぐに他の会衆にも広がり、同時に聖心崇敬も広がっていった。そしてパレ・ル・モニアルで始まった聖心崇敬と接触し、融合することになる。
<>

### マルガリタ・マリアの神秘体験

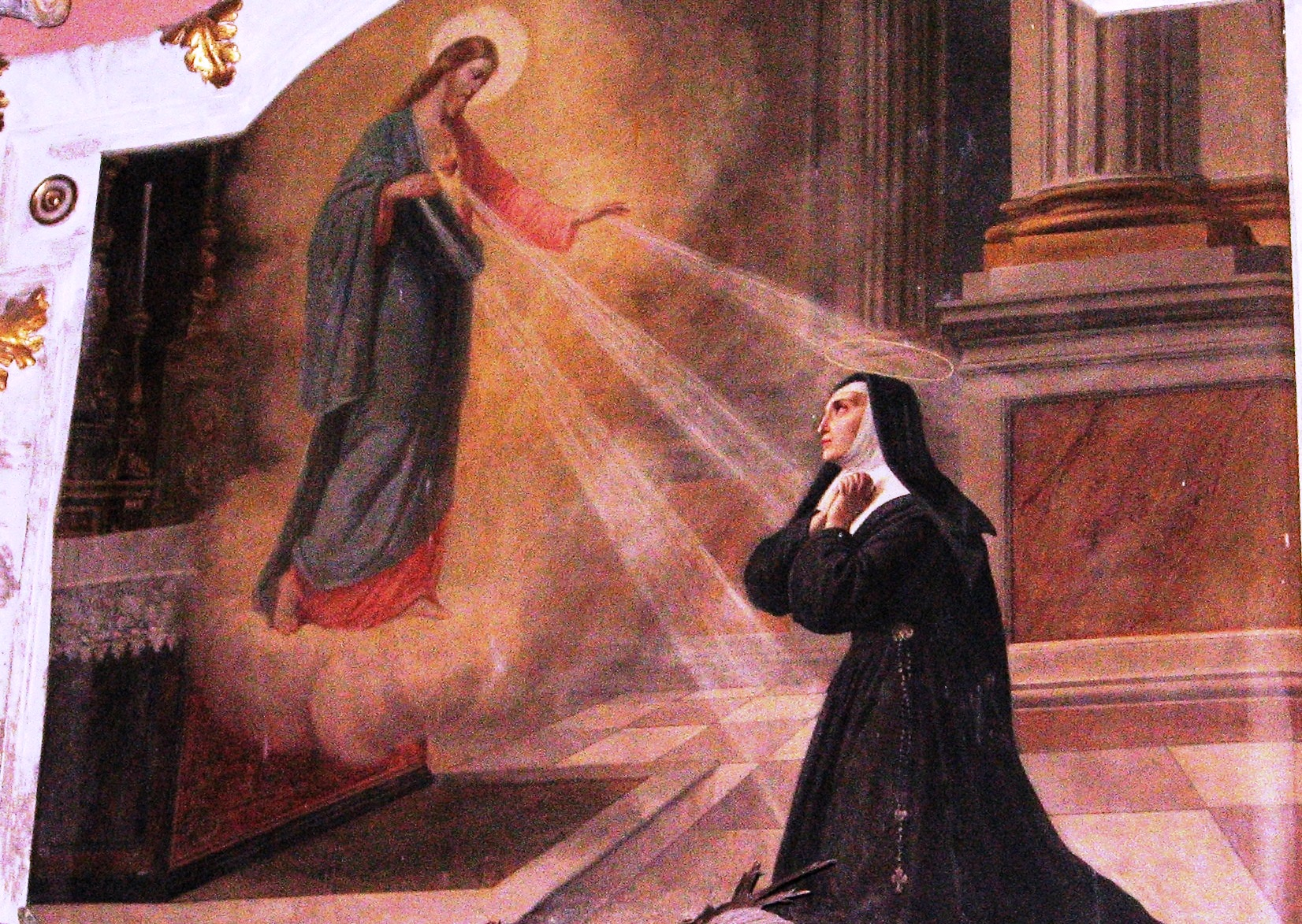
「イエス・キリストのヴィジョンを得る聖マルガリタ・マリア」（イタリア・コルテミーリア・サン・ミケーレ教会）

今日の聖心崇敬の隆盛を決定づけたのは、聖母訪問会（ヴィジタシオン会）の修道女で聖人のマルガリタ・マリア・アラコクの「キリストの姿を見た(en:Visions of Jesus and Mary)」という神秘体験である。神秘体験の前にマルガリタ・マリアが聖心崇敬について知っていたという証拠はない。神秘体験は幾度も起き、その中でも次のものが重要とされている。
- おそらく1673年の福音記者ヨハネの祝日（12月27日）にマルガリタ・マリアが述べたところによれば、イエスが彼女の頭をイエスの心臓の上にもたせかけ、彼女にイエスの愛の奇跡を示し、これらの奇跡を世の全ての人に知らしめ、神の宝を広めることを望んでいること、そしてこの任に彼女を選んだことを伝えた。
- おそらく1674年の6月か7月に、マルガリタ・マリアが述べたところによれば、イエスがその心臓の図像のもとであがめられることを求め、また愛に輝くイエスが現れ贖罪の愛の信仰、すなわちコムニオンの頻繁な受領、特に月の最初の金曜日のコムニオン、そして聖時間（英語版）の信心を求めた。
- 1675年の聖体の祝日のオクターヴ（8日間）の期間、おそらく6月16日に、「大いなる出現」と呼ばれるヴィジョンがあり、イエスが「人々をこれほどまでに愛したこの心臓を見よ（中略）私は（人々の）多くからは感謝ではなく忘恩しか受けていない」と述べ、マルガリタ・マリアに聖体祝日のオクターヴ後の金曜日に償いの祝日を執り行うように求め、またド・ラ・コロンビエール神父に相談するよう命じた。ド・ラ・コロンビエール神父は当時パレ・ル・モニアルの小さなイエズス会修道院の院長であった。フランス王には厳重な祈祷が求められ、聖マリア訪問会の宗教者とイエズス会の神父にこの新しい崇敬を広める任務が特に与えられた。

「大いなる出現」の数日後、マルガリタ・マリアは彼女が見た全てをド・ラ・コロンビエール神父に報告した。このヴィジョンが聖霊によるものと認めた神父は、自らを聖心に捧げるとともに、マルガリタ・マリアにイエスの出現について書き記すよう命じた。更にこの彼女が書いた報告を、ありとあらゆる機会をとらえて、密かにフランスとイングランド中に回覧した。1682年2月15日に神父が死すと、その精神修養を記した日誌中に、神父自身の手になるマルガリタ・マリアの報告の写しと、聖心崇敬の有用性についての考察が見つかった。
ド・ラ・コロンビエール神父の日誌は1684年にリヨンにて小冊として出版され、広く、特にパレルモニアルにて読まれた。マルガリタ・マリアは本の内容に対して「恐ろしい混乱」を覚えたと述べているが、これを最大限利用して、彼女の神秘体験を広める手段として認めることとした。聖心崇敬は聖マリア訪問会の外に聖俗を問わず広がり、中でもカプチン・フランシスコ修道会、マルガリタ・マリアの2人の兄弟、そして一部のイエズス会士が熱心に信仰した。イエズス会のクロアゼット神父は、マルガリタ・マリアを通じてイエスが執筆を命じたとする『イエスの聖心に対する崇敬』と題する書物を著わし、また同じくイエズス会のジョセフ・ド・ガリフェット神父も聖心崇敬の普及に務めた。

### 教皇の認定
マルガリタ・マリアは1690年10月17日に没した。しかし、聖心崇敬の勢いは弱まることなく、それどころか、1691年に『イエスの聖心に対する崇敬』の付録として出版されたクロアゼット神父による彼女の短い伝記によりますます広がりをみせた。教皇庁の腰は重く、1693年には聖心友愛会に贖宥状を与え、1697年には聖マリア訪問会に対して聖心の祝日に「5つの傷のミサ」を行うことを認めたが、カトリック教会全体の祝日とすることや、特別のミサや祈祷を設けることは認めなかった。
その一方で聖心崇敬はさまざまな会衆を中心に広がっていった。1720年、マルセイユのペスト大流行の際に、おそらく初めて、会衆を越えて正式な奉献と公の礼拝が行われた。南フランスの他の町でもマルセイユに倣って礼拝が行われ、聖心崇敬が一般的なものとなった。1726年、再度ローマに聖心のための固有のミサと祈祷を請願したが、1729年に再び却下された。しかし、1765年に王妃の要求により教皇庁が折れ、フランスの司教座によって準公式的に祝日が認められた。
その後も方々への請願は続き、フランスの司教たちの頻繁な請願に折れた教皇ピウス9世は、遂に1856年、ローマカトリック教会全体の祝日として大祝日の儀式を取り決めた。1889年にはカトリック教会によって第一級大祝日へと格上げされた。
1928年、教皇ピウス11世はその回勅『ミゼレンティシムス・レデントール』（en:Miserentissimus Redemptor, 1928年）によってマルガリタ・マリアのイエス・キリストのヴィジョンに対する教会の立場を確認し、イエスとマルガリタの対話を複数回引きながら、イエスが聖マルガリタの前に「自ら現れ」、「彼女に対してイエスの心臓へこの崇拝を尽くすものは皆、豊かな神の恵みを受けることを約束した」と述べた。
2006年5月15日、教皇ピウス12世の聖心に関する回勅『ハウリエティス・アクアス』（en:Haurietis Aquas, 1956年）50周年に際して、教皇ベネディクト16世はイエズス会総会長のペーター・ハンス・コルベンバッハに手紙を送り、イエスの聖心に対する崇敬の重要性を再確認した。

## 礼拝と崇敬

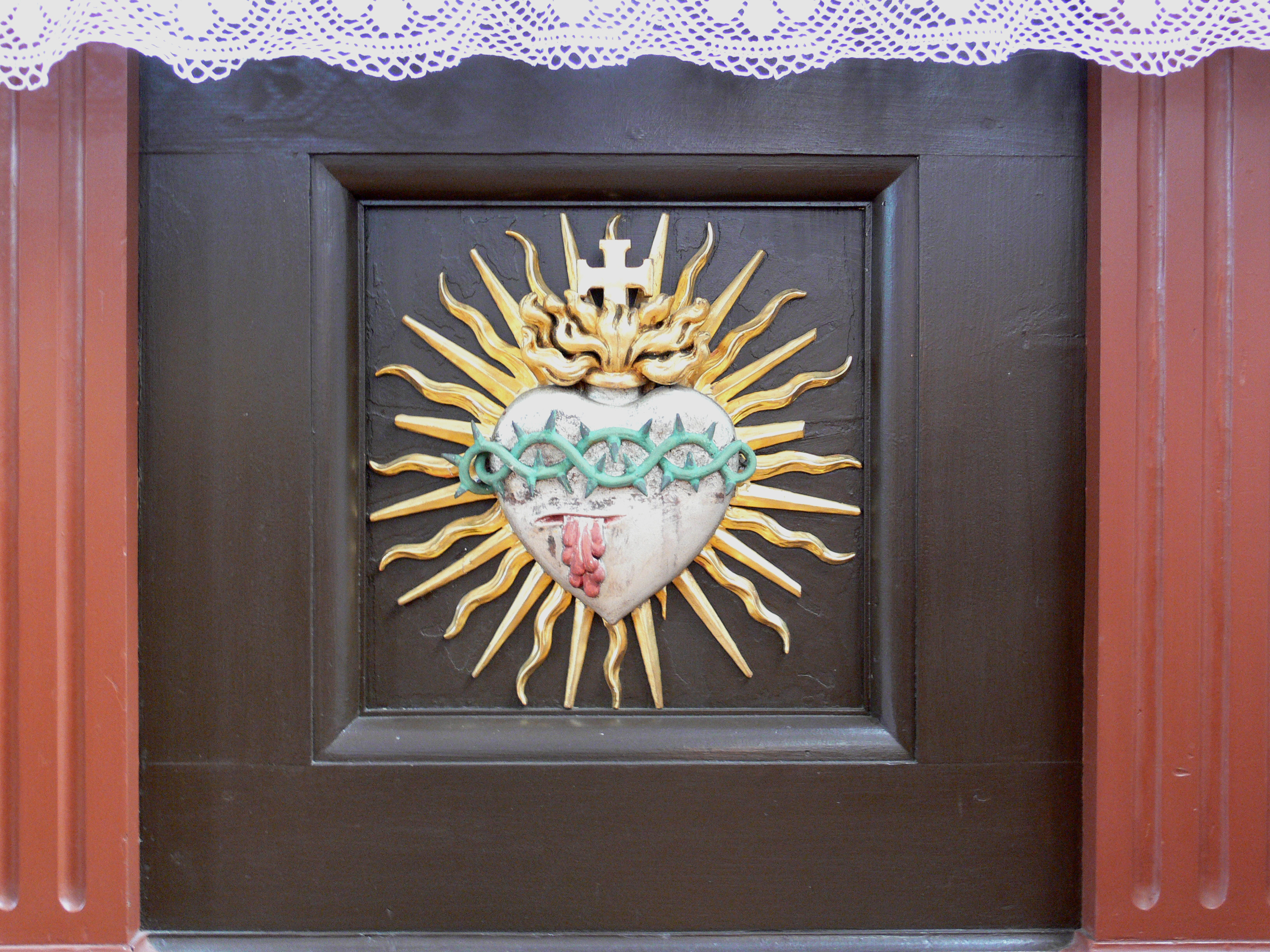
祭壇側面に飾られた聖心のレリーフ（ドイツ・ラーヴェンスブルク・歎きの聖母教会）

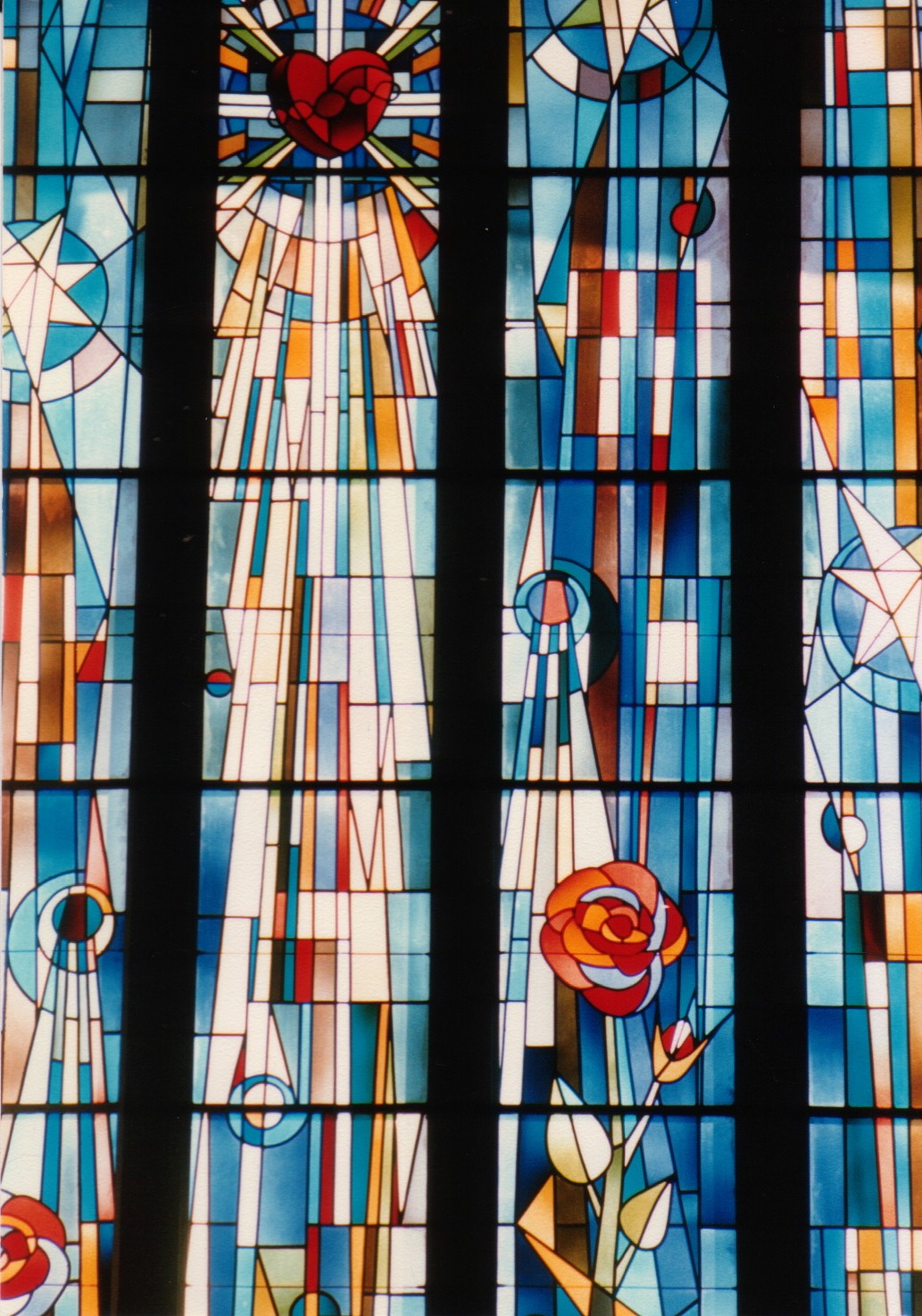
修道院礼拝堂のステンドグラスに描かれた聖心と薔薇（アメリカ合衆国・カリフォルニア州・エルカホン）

聖心の祝日が認められた際に、カトリック教会の奉献、贖罪および礼拝が導入された。大勅書『アウクトレム・フィデイ』（en:Auctorem Fidei）の中で、教皇ピウス6世は聖心への崇敬を賞賛している。そしてレオ13世は回勅『アヌム・サクルム』（en:Annum Sacrum、1899年5月25日）および6月11日の命により、全ての人を聖心へ奉献した。レオ13世はこの行為を自らの任期中の「偉大な行為」であったと述べているが、これを彼に進言したのはポルトのあるキリスト者の女性であり、彼女はイエスよりこの考えを超自然的に受け取ったのだと述べた。1850年頃より、団体や会衆、国家が聖心に捧げられている。1873年には、エクアドルが大統領ガブリエル・ガルシア・モレノの請願により聖心に捧げられた最初の国家となった。
聖心の崇敬は主にいくつかの聖歌、聖心の挨拶、および聖心のリタニからなる。カトリック教会の礼拝ではよく行われるものであり、聖公会の礼拝でも行われることがある。
聖心の祝日はカトリック教会の典礼暦の典礼であり、ペンテコステの19日後に祝われる。ペンテコステは常に日曜日であるので、聖心の祝日は常に金曜日である。
聖心の推戴式もカトリック教会の儀式で、司祭、もしくは家長がその家の構成員を聖心に奉献する儀式である。祝福された聖心の図像（画像もしくは彫刻）がその家の「王座」に推戴され、家族が自らの聖心への奉献を常に思い出すための記念とされる。この推戴式はピウス12世の聖心崇敬は「神の国を個人、家族、そして国の心のなかに築くための基礎」であると述べた宣言に基づいている。
東方典礼カトリック教会でも聖心への崇敬が一部見られるが、教会内には異論もある。

## 団体の名前
「聖心」は世界中でカトリック教会の団体、学校、病院などに広く用いられている名称である。またカトリックの教区、修道会、カトリック教会関連用品の販売店などにも多く用いられている。
1800年12月24日にフランスのマリー・ジョゼフ・クードランはイエズス・マリアの聖心会を設立した。この修道会はハワイにおける布教活動で知られている。同じ1800年に女子修道会イエズスの聖心会が設立された。フォルリのクレリア・メルロニは1894年5月にイタリア・ヴィアレッジョにてイエスの聖心会を設立した。

## 聖心の表象

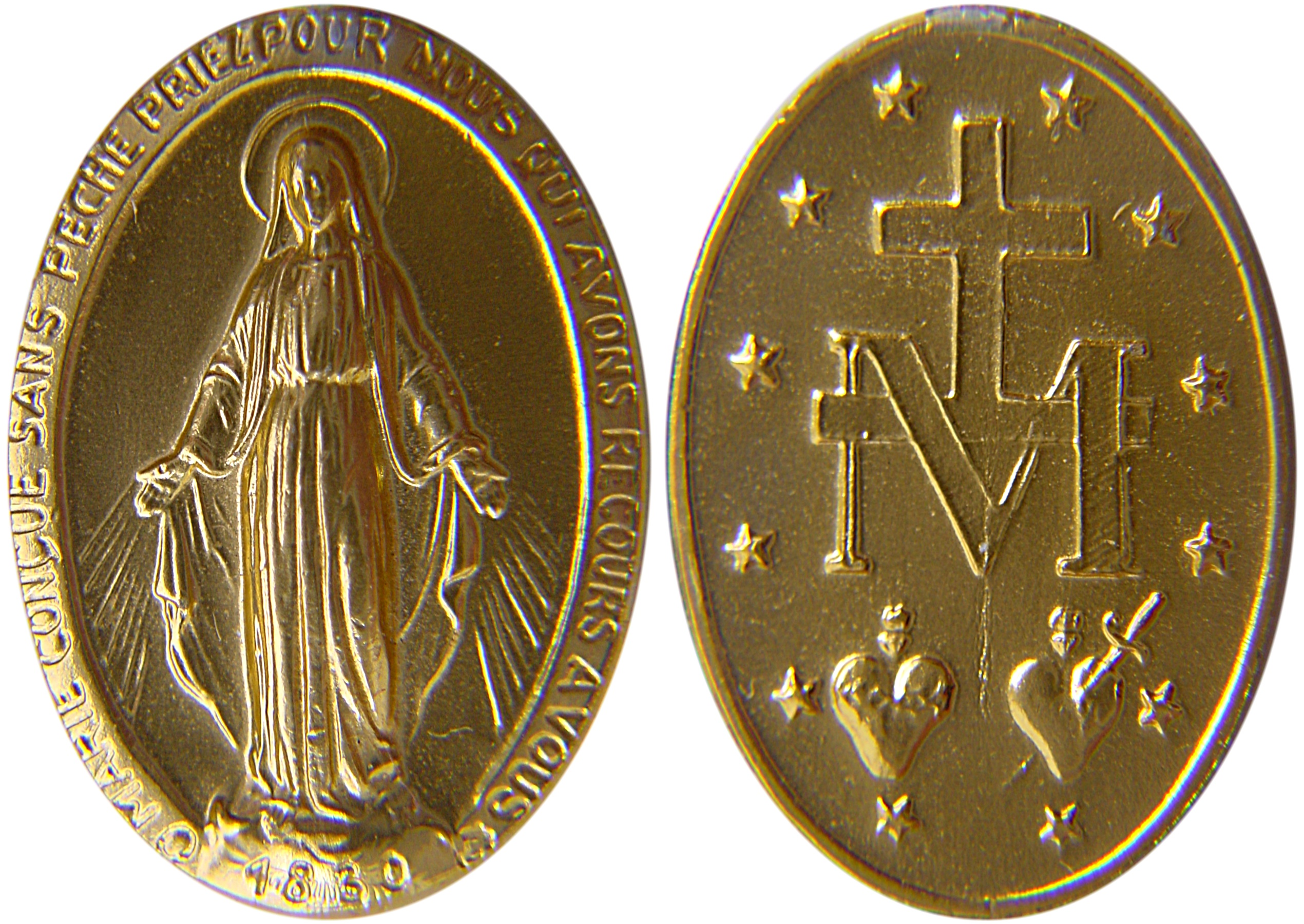
不思議のメダイにみえる聖心

カトリック教会および一部の聖公会の教会では、聖心を描いた宗教的図像が多く用いられている。時には聖心の図像の下に家族の名前を記すことで、家族皆のイエスの聖心への奉献と聖心による保護の祈念が表現される。
カトリック教会の信者には、聖心を描いた小さな切手大の紙を身に付けることが推奨されている。一般的にはこの紙は赤いフランネルに糊付けされ、スキャピュラーの一種として細いリボンをつけ、他の類似するお守りとともに首から下げられる。19・20世紀スペインのカルロス主義軍の多くの兵士は聖心の図像を描いた弾よけ（en:detente bala）のお守りを身に付けていた。
また聖母マリアの汚れなきみ心と対にされた表現もみられる。更には聖母の出現と関連して描かれることがある。例えば、1830年にカタリナ・ラブレがマリアのお告げとして作らせた不思議のメダイにも聖心とマリアの汚れなき御心が描かれている。
聖心の図像はまた、タトゥーを通して大衆文化の中でも広がりを見せている。バズ・ラーマン監督、レオナルド・ディカプリオ主演の映画「ロミオ+ジュリエット」（1996年）のポスター類では聖心（またはマリアの汚れなき御心）に非常によく似た後光のさす燃える心臓の図柄が用いられている。